# Моравський Святий Ян
Моравський Святий Ян (словац. Moravský Svätý Ján) — село, громада округу Сениця, Трнавський край. Кадастрова площа громади — 39.22 км².
Населення 2151 особа (станом на 31 грудня 2020 року).

## Історія
Моравський Святий Ян згадується 1449 року.

## Географія
Протікає Малолеварський канал

## Населення
| Рік:            | 1994. | 2004.   | 2014.   | 2024.   |
| --------------- | ----- | ------- | ------- | ------- |
| Кількість осіб: | 2018  | 2074    | 2115    | 2126    |
| Різниця:        |       | +2,77 % | +1,97 % | +0,52 % |

| Рік:            | 2023. | 2024.   |
| --------------- | ----- | ------- |
| Кількість осіб: | 2135  | 2126    |
| Різниця:        |       | -0,42 % |